# James Norrie’s Lodging

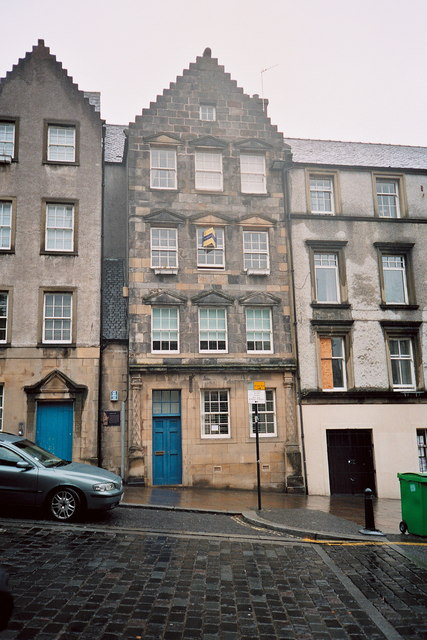
James Norrie’s Lodging

Die James Norrie’s Lodging, auch das Norrie’s House, ist ein Wohngebäude in der schottischen Stadt Stirling in der gleichnamigen Council Area. 1965 wurde das Bauwerk in die schottischen Denkmallisten in der höchsten Denkmalkategorie A aufgenommen.

## Beschreibung
Das Gebäude wurde im Jahre 1671 für den hohen städtischen Beamten James Norrie errichtet. Es wurde seitdem stark überarbeitet. Durch den Architekten des Burghs wurden im Zuge der Restaurierung im Jahre 1959 drei zusätzliche Fenster eingesetzt.
Das Gebäude steht an der Broad Street im historischen Zentrum Stirlings. Gegenüber befindet sich die Stirling Tolbooth. Das Mauerwerk der schmalen, vierstöckigen James Norrie’s Lodging besteht aus Steinquadern, die zu einem Schichtenmauerwerk verbaut wurden. An der südwestexponierten, drei Achsen weiten Hauptfassade befindet sich ein Holzportal mit schlichtem Kämpferfenster. Ein von Säulen an den Seiten getragenes Gurtgesims gliedert die Fassade oberhalb des Erdgeschosses horizontal. Dreiecksgiebel bekrönen die zwölfteiligen Sprossenfenster in den Obergeschossen. Im zweiten Obergeschoss tragen sie die Initialen IN und AR von James Norris und seiner Ehefrau Agnes Robertson. Im dritten Obergeschoss sind zusammen mit dem Baujahr die Initialen IR und AL zu lesen, welche den Schwiegereltern Norries zugeschrieben werden. Weitere Inschriften lauten „ARBOR VITAE SAPIENTIA“, „MURUS AHENEUS: BONA CONSCIENTA“ sowie „IN SO[LI] DEO GLORIA“. Der Giebel des giebelständigen Hauses ist als Staffelgiebel gestaltet.